# Debdon
Debdon var en civil parish 1866–1889 och 1896–1955 när det uppgick i Cartington, nu i Rothbury och Thropton civil parishes, i grevskapet Northumberland i England. Civil parish var belägen 22 km från Morpeth och hade 91 invånare år 1951.